# Formula 1 – sezona 1995.
| FIA Svjetsko prvenstvo Formule 1 1995. | FIA Svjetsko prvenstvo Formule 1 1995. |
|                                        | Prvak                                  |
| -------------------------------------- | -------------------------------------- |
| Vozač                                  | Michael Schumacher (Benetton-Renault)  |
| Konstruktor                            | Benetton-Renault                       |
| Prethodna sezona                       | Sljedeća sezona                        |
| 1994.                                  | 1996.                                  |

Formula 1 – sezona 1995. je bila 46. sezona u prvenstvu Formule 1. Vozilo se 17 utrka u periodu od 26. ožujka do 12. studenog 1995. godine. Svjetski prvak je postao Michael Schumacher, a konsturktorski prvak Benetton-Renault.
Ovo je bila posljednja sezona u Formuli 1 za Nigela Mansella.

## Vozači i konsturktori
| Konstruktor / Momčad                          | Šasija          | Motor                            | Gume | Broj | Vozači                   | Utrke          |
| --------------------------------------------- | --------------- | -------------------------------- | ---- | ---- | ------------------------ | -------------- |
| Benetton-Renault Mild Seven Benetton Renault  | Benetton B195   | Renault RS7 V10 3.0              | G    | 1    | Michael Schumacher       | Sve            |
| Benetton-Renault Mild Seven Benetton Renault  | Benetton B195   | Renault RS7 V10 3.0              | G    | 2    | Johnny Herbert           | Sve            |
| Tyrrell-Yamaha Nokia Tyrrell Yamaha           | Tyrrell 023     | Yamaha OX10C V10 3.0             | G    | 3    | Ukyo Katayama            | 1-13, 15-17    |
| Tyrrell-Yamaha Nokia Tyrrell Yamaha           | Tyrrell 023     | Yamaha OX10C V10 3.0             | G    | 3    | Gabriele Tarquini        | 14             |
| Tyrrell-Yamaha Nokia Tyrrell Yamaha           | Tyrrell 023     | Yamaha OX10C V10 3.0             | G    | 4    | Mika Salo                | Sve            |
| Williams-Renault Rothmans Williams Renault    | Williams FW17   | Renault RS7 V10 3.0              | G    | 5    | Damon Hill               | 1-12           |
| Williams-Renault Rothmans Williams Renault    | Williams FW17   | Renault RS7 V10 3.0              | G    | 6    | David Coulthard          | 1-12           |
| Williams-Renault Rothmans Williams Renault    | Williams FW17B  | Renault RS7 V10 3.0              | G    | 5    | Damon Hill               | 13-17          |
| Williams-Renault Rothmans Williams Renault    | Williams FW17B  | Renault RS7 V10 3.0              | G    | 6    | David Coulthard          | 13-17          |
| McLaren-Mercedes Marlboro McLaren Mercedes    | McLaren MP4/10  | Mercedes FO 110 V10 3.0          | G    | 7    | Mark Blundell            | 1-2            |
| McLaren-Mercedes Marlboro McLaren Mercedes    | McLaren MP4/10  | Mercedes FO 110 V10 3.0          | G    | 8    | Mika Häkkinen            | 1-4            |
| McLaren-Mercedes Marlboro McLaren Mercedes    | McLaren MP4/10B | Mercedes FO 110 V10 3.0          | G    | 7    | Nigel Mansell            | 3-4            |
| McLaren-Mercedes Marlboro McLaren Mercedes    | McLaren MP4/10B | Mercedes FO 110 V10 3.0          | G    | 7    | Mark Blundell            | 5-12, 15-17    |
| McLaren-Mercedes Marlboro McLaren Mercedes    | McLaren MP4/10B | Mercedes FO 110 V10 3.0          | G    | 8    | Mika Häkkinen            | 5-13, 16-17    |
| McLaren-Mercedes Marlboro McLaren Mercedes    | McLaren MP4/10B | Mercedes FO 110 V10 3.0          | G    | 8    | Jan Magnussen            | 15             |
| McLaren-Mercedes Marlboro McLaren Mercedes    | McLaren MP4/10C | Mercedes FO 110 V10 3.0          | G    | 7    | Mark Blundell            | 13-14          |
| McLaren-Mercedes Marlboro McLaren Mercedes    | McLaren MP4/10C | Mercedes FO 110 V10 3.0          | G    | 8    | Mika Häkkinen            | 14             |
| Footwork-Hart Footwork Hart                   | Footwork FA16   | Hart 830 V8 3.0                  | G    | 9    | Gianni Morbidelli        | 1-7, 15-17     |
| Footwork-Hart Footwork Hart                   | Footwork FA16   | Hart 830 V8 3.0                  | G    | 9    | Max Papis                | 8-14           |
| Footwork-Hart Footwork Hart                   | Footwork FA16   | Hart 830 V8 3.0                  | G    | 10   | Taki Inoue               | Sve            |
| Simtek-Ford Cosworth MTV Simtek Ford          | Simtek S951     | Ford Cosworth EDB V8 3.0         | G    | 11   | Domenico Schiattarella   | 1-5            |
| Simtek-Ford Cosworth MTV Simtek Ford          | Simtek S951     | Ford Cosworth EDB V8 3.0         | G    | 12   | Jos Verstappen           | 1-5            |
| Jordan-Peugeot Total Jordan Peugeot           | Jordan 195      | Peugeot A10 V10 3.0              | G    | 14   | Rubens Barrichello       | Sve            |
| Jordan-Peugeot Total Jordan Peugeot           | Jordan 195      | Peugeot A10 V10 3.0              | G    | 15   | Eddie Irvine             | Sve            |
| Pacific-Ford Cosworth Pacific Grand Prix Ltd  | Pacific PR02    | Ford Cosworth EDC V8 3.0         | G    | 16   | Bertrand Gachot          | 1-8, 15-17     |
| Pacific-Ford Cosworth Pacific Grand Prix Ltd  | Pacific PR02    | Ford Cosworth EDC V8 3.0         | G    | 16   | Giovanni Lavaggi         | 9-12           |
| Pacific-Ford Cosworth Pacific Grand Prix Ltd  | Pacific PR02    | Ford Cosworth EDC V8 3.0         | G    | 16   | Jean-Denis Délétraz      | 13-14          |
| Pacific-Ford Cosworth Pacific Grand Prix Ltd  | Pacific PR02    | Ford Cosworth EDC V8 3.0         | G    | 17   | Andrea Montermini        | Sve            |
| Larrousse-Ford Cosworth Equipe Larrousse      | Larrousse LH95  | Ford Cosworth DFV V8 3.0         | G    | 19   | Christophe Bouchut       | Nijedna        |
| Larrousse-Ford Cosworth Equipe Larrousse      | Larrousse LH95  | Ford Cosworth DFV V8 3.0         | G    | 20   | Éric Bernard             | Nijedna        |
| Forti-Ford Cosworth Parmalat Forti Ford       | Forti FG01-95   | Ford Cosworth EDD V8 3.0         | G    | 21   | Pedro Diniz              | Sve            |
| Forti-Ford Cosworth Parmalat Forti Ford       | Forti FG01-95   | Ford Cosworth EDD V8 3.0         | G    | 22   | Roberto Moreno           | Sve            |
| Minardi-Ford Cosworth Minardi Scuderia Italia | Minardi M195    | Ford Cosworth EDM V8 3.0         | G    | 23   | Pierluigi Martini        | 1-9            |
| Minardi-Ford Cosworth Minardi Scuderia Italia | Minardi M195    | Ford Cosworth EDM V8 3.0         | G    | 23   | Pedro Lamy               | 10-17          |
| Minardi-Ford Cosworth Minardi Scuderia Italia | Minardi M195    | Ford Cosworth EDM V8 3.0         | G    | 24   | Luca Badoer              | Sve            |
| Ligier-Mugen Honda Ligier Gitanes Blondes     | Ligier JS41     | Mugen Honda MF-301H V10 3.0      | G    | 25   | Aguri Suzuki             | 1-3, 9, 15-16  |
| Ligier-Mugen Honda Ligier Gitanes Blondes     | Ligier JS41     | Mugen Honda MF-301H V10 3.0      | G    | 25   | Martin Brundle           | 4-8, 10-14, 17 |
| Ligier-Mugen Honda Ligier Gitanes Blondes     | Ligier JS41     | Mugen Honda MF-301H V10 3.0      | G    | 26   | Olivier Panis            | Sve            |
| Ferrari Scuderia Ferrari                      | Ferrari 412T2   | Ferrari 044/1 V12 3.0            | G    | 27   | Jean Alesi               | Sve            |
| Ferrari Scuderia Ferrari                      | Ferrari 412T2   | Ferrari 044/1 V12 3.0            | G    | 28   | Gerhard Berger           | Sve            |
| Sauber-Ford Cosworth Red Bull Sauber Ford     | Sauber C14      | Ford Cosworth ECA Zetec-R V8 3.0 | G    | 29   | Karl Wendlinger          | 1-4, 16-17     |
| Sauber-Ford Cosworth Red Bull Sauber Ford     | Sauber C14      | Ford Cosworth ECA Zetec-R V8 3.0 | G    | 29   | Jean-Christophe Boullion | 5-15           |
| Sauber-Ford Cosworth Red Bull Sauber Ford     | Sauber C14      | Ford Cosworth ECA Zetec-R V8 3.0 | G    | 30   | Heinz-Harald Frentzen    | Sve            |

## Utrke
|     | Utrka                                             | 1.                                  | 2.                                  | 3.                                         |
| --- | ------------------------------------------------- | ----------------------------------- | ----------------------------------- | ------------------------------------------ |
|     |                                                   |                                     |                                     |                                            |
| 1.  | VN Brazila, Interlagos 26. ožujka 1995.           | Michael Schumacher Benetton-Renault | David Coulthard Williams-Renault    | Gerhard Berger Ferrari                     |
| 2.  | VN Argentine, Buenos Aires 9. travnja 1995.       | Damon Hill Williams-Renault         | Jean Alesi Ferrari                  | Michael Schumacher Benetton-Renault        |
| 3.  | VN San Marina, Imola 30. travnja 1995.            | Damon Hill Williams-Renault         | Jean Alesi Ferrari                  | Gerhard Berger Ferrari                     |
| 4.  | VN Španjolske, Catalunya 14. svibnja 1995.        | Michael Schumacher Benetton-Renault | Johnny Herbert Benetton-Renault     | Gerhard Berger Ferrari                     |
| 5.  | VN Monaka, Monte Carlo 28. svibnja 1995.          | Michael Schumacher Benetton-Renault | Damon Hill Williams-Renault         | Gerhard Berger Ferrari                     |
| 6.  | VN Kanade, Montreal 11. lipnja 1995.              | Jean Alesi Ferrari                  | Rubens Barrichello Jordan-Peugeot   | Eddie Irvine Jordan-Peugeot                |
| 7.  | VN Francuske, Magny-Cours 2. srpnja 1995.         | Michael Schumacher Benetton-Renault | Damon Hill Williams-Renault         | David Coulthard Williams-Renault           |
| 8.  | VN Velike Britanije, Silverstone 16. srpnja 1995. | Johnny Herbert Benetton-Renault     | Jean Alesi Ferrari                  | David Coulthard Williams-Renault           |
| 9.  | VN Njemačke, Hockenheim 30. srpnja 1995.          | Michael Schumacher Benetton-Renault | David Coulthard Williams-Renault    | Gerhard Berger Ferrari                     |
| 10. | VN Mađarske, Hungaroring 13. kolovoza 1995.       | Damon Hill Williams-Renault         | David Coulthard Williams-Renault    | Gerhard Berger Ferrari                     |
| 11. | VN Belgije, Spa-Francorchamps 27. kolovoza 1995.  | Michael Schumacher Benetton-Renault | Damon Hill Williams-Renault         | Martin Brundle Ligier-Mugen Honda          |
| 12. | VN Italije, Monza 10. rujna 1995.                 | Johnny Herbert Benetton-Renault     | Mika Häkkinen McLaren-Mercedes      | Heinz-Harald Frentzen Sauber-Ford Cosworth |
| 13. | VN Portugala, Estoril 24. rujna 1995.             | David Coulthard Williams-Renault    | Michael Schumacher Benetton-Renault | Damon Hill Williams-Renault                |
| 14. | VN Europe, Nürburgring 1. listopada 1995.         | Michael Schumacher Benetton-Renault | Jean Alesi Ferrari                  | David Coulthard Williams-Renault           |
| 15. | VN Pacifika, Aida 22. listopada 1995.             | Michael Schumacher Benetton-Renault | David Coulthard Williams-Renault    | Damon Hill Williams-Renault                |
| 16. | VN Japana, Suzuka 29. listopada 1995.             | Michael Schumacher Benetton-Renault | Mika Häkkinen McLaren-Mercedes      | Johnny Herbert Benetton-Renault            |
| 17. | VN Australije, Adelaide 12. studenog 1995.        | Damon Hill Williams-Renault         | Olivier Panis Ligier-Mugen Honda    | Gianni Morbidelli Footwork-Hart            |
|     |                                                   |                                     |                                     |                                            |

## Konačni poredak

### Vozači
| Poz. | Vozač                    | BRA | ARG | SMR | ESP | MON | CAN | FRA | GBR | GER | HUN | BEL | ITA | POR | EUR | PAC | JPN | AUS | Bodovi |
| ---- | ------------------------ | --- | --- | --- | --- | --- | --- | --- | --- | --- | --- | --- | --- | --- | --- | --- | --- | --- | ------ |
| 1.   | Michael Schumacher       | 1   | 3   | Ret | 1   | 1   | 5   | 1   | Ret | 1   | 11  | 1   | Ret | 2   | 1   | 1   | 1   | Ret | 102    |
| 2.   | Damon Hill               | Ret | 1   | 1   | 4   | 2   | Ret | 2   | Ret | Ret | 1   | 2   | Ret | 3   | Ret | 3   | Ret | 1   | 69     |
| 3.   | David Coulthard          | 2   | Ret | 4   | Ret | Ret | Ret | 3   | 3   | 2   | 2   | Ret | Ret | 1   | 3   | 2   | Ret | Ret | 49     |
| 4.   | Johnny Herbert           | Ret | 4   | 7   | 2   | 4   | Ret | Ret | 1   | 4   | 4   | 7   | 1   | 7   | 5   | 6   | 3   | Ret | 45     |
| 5.   | Jean Alesi               | 5   | 2   | 2   | Ret | Ret | 1   | 5   | 2   | Ret | Ret | Ret | Ret | 5   | 2   | 5   | Ret | Ret | 42     |
| 6.   | Gerhard Berger           | 3   | 6   | 3   | 3   | 3   | Ret | 12  | Ret | 3   | 3   | Ret | Ret | 4   | Ret | 4   | Ret | Ret | 31     |
| 7.   | Mika Häkkinen            | 4   | Ret | 5   | Ret | Ret | Ret | 7   | Ret | Ret | Ret | Ret | 2   | Ret | 8   |     | 2   | DNS | 17     |
| 8.   | Olivier Panis            | Ret | 7   | 9   | 6   | Ret | 4   | 8   | 4   | Ret | 6   | 9   | Ret | Ret | Ret | 8   | 5   | 2   | 16     |
| 9.   | Heinz-Harald Frentzen    | Ret | 5   | 6   | 8   | 6   | Ret | 10  | 6   | Ret | 5   | 4   | 3   | 6   | Ret | 7   | 8   | Ret | 15     |
| 10.  | Mark Blundell            | 6   | Ret |     |     | 5   | Ret | 11  | 5   | Ret | Ret | 5   | 4   | 9   | Ret | 9   | 7   | 4   | 13     |
| 11.  | Rubens Barrichello       | Ret | Ret | Ret | 7   | Ret | 2   | 6   | 11  | Ret | 7   | 6   | Ret | 11  | 4   | Ret | Ret | Ret | 11     |
| 12.  | Eddie Irvine             | Ret | Ret | 8   | 5   | Ret | 3   | 9   | Ret | 9   | 13  | Ret | Ret | 10  | 6   | 11  | 4   | Ret | 10     |
| 13.  | Martin Brundle           |     |     |     | 9   | Ret | Ret | 4   | Ret |     | Ret | 3   | Ret | 8   | 7   |     |     | Ret | 7      |
| 14.  | Gianni Morbidelli        | Ret | Ret | 13  | 11  | 9   | 6   | 14  |     |     |     |     |     |     |     | Ret | Ret | 3   | 5      |
| 15.  | Mika Salo                | 7   | Ret | Ret | 10  | Ret | 7   | 15  | 8   | Ret | Ret | 8   | 5   | 13  | 10  | 12  | 6   | 5   | 5      |
| 16.  | Jean-Christophe Boullion |     |     |     |     | 8   | Ret | Ret | 9   | 5   | 10  | 11  | 6   | 12  | Ret | Ret |     |     | 3      |
| 17.  | Aguri Suzuki             | 8   | Ret | 11  |     |     |     |     |     | 6   |     |     |     |     |     | Ret | DNS |     | 1      |
| 18.  | Pedro Lamy               |     |     |     |     |     |     |     |     |     | 9   | 10  | Ret | Ret | 9   | 13  | 11  | 6   | 1      |
| 19.  | Pierluigi Martini        | Ret | Ret | 12  | 14  | 7   | Ret | Ret | 7   | Ret |     |     |     |     |     |     |     |     | 0      |
| 20.  | Ukyo Katayama            | Ret | 8   | Ret | Ret | Ret | Ret | Ret | Ret | 7   | Ret | Ret | NC  | Ret |     | 14  | Ret | Ret | 0      |
| 21.  | Pedro Diniz              | 10  | NC  | NC  | Ret | 10  | Ret | Ret | Ret | Ret | Ret | 13  | 9   | 16  | 13  | 17  | Ret | 7   | 0      |
| 22.  | Massimiliano Papis       |     |     |     |     |     |     |     | Ret | Ret | Ret | Ret | 7   | Ret | 12  |     |     |     | 0      |
| 23.  | Luca Badoer              | Ret | Ret | 14  | Ret | Ret | 8   | 13  | 10  | Ret | 8   | Ret | Ret | 14  | 11  | 15  | 9   | DNS | 0      |
| 24.  | Taki Inoue               | Ret | Ret | Ret | Ret | Ret | 9   | Ret | Ret | Ret | Ret | 12  | 8   | 15  | Ret | Ret | 12  | Ret | 0      |
| 25.  | Andrea Montermini        | 9   | Ret | Ret | DNS | DSQ | Ret | NC  | Ret | 8   | 12  | Ret | Ret | Ret | Ret | Ret | Ret | Ret | 0      |
| 26.  | Bertrand Gachot          | Ret | Ret | Ret | Ret | Ret | Ret | Ret | 12  |     |     |     |     |     |     | Ret | Ret | 8   | 0      |
| 27.  | Domenico Schiattarella   | Ret | 9   | Ret | 15  | Ret |     |     |     |     |     |     |     |     |     |     |     |     | 0      |
| 28.  | Karl Wendlinger          | Ret | Ret | Ret | 13  |     |     |     |     |     |     |     |     |     |     |     | 10  | Ret | 0      |
| 29.  | Nigel Mansell            |     |     | 10  | Ret |     |     |     |     |     |     |     |     |     |     |     |     |     | 0      |
| 30.  | Jan Magnussen            |     |     |     |     |     |     |     |     |     |     |     |     |     |     | 10  |     |     | 0      |
| 31.  | Jos Verstappen           | Ret | Ret | Ret | 12  | Ret |     |     |     |     |     |     |     |     |     |     |     |     | 0      |
| 32.  | Roberto Moreno           | Ret | NC  | NC  | Ret | Ret | Ret | 16  | Ret | Ret | Ret | 14  | Ret | 17  | Ret | 16  | Ret | Ret | 0      |
| 33.  | Gabriele Tarquini        |     |     |     |     |     |     |     |     |     |     |     |     |     | 14  |     |     |     | 0      |
| —    | Giovanni Lavaggi         |     |     |     |     |     |     |     |     | Ret | Ret | Ret | Ret |     |     |     |     |     | 0      |
| —    | Jean-Denis Délétraz      |     |     |     |     |     |     |     |     |     |     |     |     | Ret | NC  |     |     |     | 0      |
| Poz. | Vozač                    | BRA | ARG | SMR | ESP | MON | CAN | FRA | GBR | GER | HUN | BEL | ITA | POR | EUR | PAC | JPN | AUS | Bodovi |

| Boja       | Rezultat                   | Oznaka boje |
| ---------- | -------------------------- | ----------- |
| Zlato      | 1. mjesto                  | #FFFFBF     |
| Srebro     | 2. mjesto                  | #DFDFDF     |
| Bronca     | 3. mjesto                  | #FFDF9F     |
| Zeleno     | U cilju osvojivši bodove   | #DFFFDF     |
| Plavo      | U cilju bez bodova         | #CFCFFF     |
| Ljubičasto | Nije završio utrku (Ret)   | #EFCFFF     |
| Ljubičasto | Nije klasificiran (NC)     | #EFCFFF     |
| Crveno     | Nije se kvalificirao (DNQ) | #FFCFCF     |
| Crno       | Diskvalificaran (DSQ)      | #000000     |
| Bijelo     | Nije startao (DNS)         | #FFFFFF     |
| Bez boje   | Nije sudjelovao            |             |
| Bez boje   | Bolovanje (INJ)            |             |
| Bez boje   | Isključen (EX)             |             |

(*) Nije završio utrku ali se klasificirao jer je prešao više od 90 % dužine utrke.

### Konstruktori
| Pozicija | Konstruktor           | Bodovi |
| -------- | --------------------- | ------ |
| 1.       | Benetton-Renault      | 137    |
| 2.       | Williams-Renault      | 112    |
| 3.       | Ferrari               | 73     |
| 4.       | McLaren-Mercedes      | 30     |
| 5.       | Ligier-Mugen Honda    | 24     |
| 6.       | Jordan-Peugeot        | 21     |
| 7.       | Sauber-Ford Cosworth  | 18     |
| 8.       | Footwork-Hart         | 5      |
| 9.       | Tyrrell-Yamaha        | 5      |
| 10.      | Minardi-Ford Cosworth | 1      |
| 11.      | Forti-Ford Cosworth   | 0      |
| 12.      | Pacific-Ford Cosworth | 0      |
| 13.      | Simtek-Ford Cosworth  | 0      |

## Kvalifikacije
| Poz. | BRA           | ARG           | SMR           | ŠPA           | MON           | KAN         | FRA         | VBR         | NJE         | Poz. |
| ---- | ------------- | ------------- | ------------- | ------------- | ------------- | ----------- | ----------- | ----------- | ----------- | ---- |
| 1.   | Hill          | Coulthard     | Schumacher    | Schumacher    | Hill          | Schumacher  | Hill        | Hill        | Hill        | 1.   |
| 2.   | Schumacher    | Hill          | Berger        | Alesi         | Schumacher    | Hill        | Schumacher  | Schumacher  | Schumacher  | 2.   |
| 3.   | Coulthard     | Schumacher    | Coulthard     | Berger        | Coulthard     | Coulthard   | Coulthard   | Coulthard   | Coulthard   | 3.   |
| 4.   | Herbert       | Irvine        | Hill          | Coulthard     | Berger        | Berger      | Alesi       | Berger      | Berger      | 4.   |
| 5.   | Berger        | Häkkinen      | Alesi         | Hill          | Alesi         | Alesi       | Barrichello | Herbert     | Barrichello | 5.   |
| 6.   | Alesi         | Alesi         | Häkkinen      | Irvine        | Häkkinen      | Herbert     | Panis       | Alesi       | Irvine      | 6.   |
| 7.   | Häkkinen      | Salo          | Irvine        | Herbert       | Herbert       | Häkkinen    | Berger      | Irvine      | Häkkinen    | 7.   |
| 8.   | Irvine        | Berger        | Herbert       | Barrichello   | Brundle       | Irvine      | Häkkinen    | Häkkinen    | Blundell    | 8.   |
| 9.   | Blundell      | Frentzen      | Mansell       | Häkkinen      | Irvine        | Barrichello | Brundle     | Barrichello | Herbert     | 9.   |
| 10.  | Panis         | Barrichello   | Barrichello   | Mansell       | Blundell      | Blundell    | Herbert     | Blundell    | Alesi       | 10.  |
| 11.  | Katayama      | Herbert       | Morbidelli    | Brundle       | Barrichello   | Panis       | Irvine      | Brundle     | Frentzen    | 11.  |
| 12.  | Salo          | Morbidelli    | Panis         | Frentzen      | Panis         | Frentzen    | Frentzen    | Frentzen    | Panis       | 12.  |
| 13.  | Morbidelli    | Badoer        | Salo          | Salo          | Morbidelli    | Morbidelli  | Blundell    | Panis       | Salo        | 13.  |
| 14.  | Frentzen      | Verstappen    | Frentzen      | Morbidelli    | Frentzen      | Brundle     | Salo        | Katayama    | Boullion    | 14.  |
| 15.  | Suzuki        | Katayama      | Katayama      | Panis         | Katayama      | Salo        | Boullion    | Martini     | Papis       | 15.  |
| 16.  | Barrichello   | Martini       | Suzuki        | Verstappen    | Badoer        | Katayama    | Morbidelli  | Boullion    | Badoer      | 16.  |
| 17.  | Martini       | Blundell      | Verstappen    | Katayama      | Salo          | Martini     | Badoer      | Papis       | Katayama    | 17.  |
| 18.  | Badoer        | Panis         | Martini       | Inoue         | Martini       | Boullion    | Inoue       | Badoer      | Suzuki      | 18.  |
| 19.  | Wendlinger    | Suzuki        | Inoue         | Martini       | Boullion      | Badoer      | Katayama    | Inoue       | Inoue       | 19.  |
| 20.  | Gachot        | Schiattarella | Badoer        | Wendlinger    | Schiattarella | Gachot      | Martini     | Diniz       | Martini     | 20.  |
| 21.  | Inoue         | Wendlinger    | Wendlinger    | Badoer        | Gachot        | Montermini  | Montermini  | Gachot      | Diniz       | 21.  |
| 22.  | Montermini    | Montermini    | Gachot        | Schiattarella | Diniz         | Inoue       | Gachot      | Moreno      | Moreno      | 22.  |
| 23.  | Moreno        | Gachot        | Schiattarella | Montermini    | Verstappen    | Moreno      | Diniz       | Salo        | Montermini  | 23.  |
| 24.  | Verstappen    | Moreno        | Montermini    | Gachot        | Moreno        | Diniz       | Moreno      | Montermini  | Lavaggi     | 24.  |
| 25.  | Diniz         | Diniz         | Moreno        | Moreno        | Montermini    |             |             |             |             | 25.  |
| 26.  | Schiattarella | Inoue         | Diniz         | Diniz         | Inoue         |             |             |             |             | 26.  |

| Poz. | MAĐ         | BEL         | ITA         | POR         | EUR         | PAC         | JAP         | AUS         | Poz. |
| ---- | ----------- | ----------- | ----------- | ----------- | ----------- | ----------- | ----------- | ----------- | ---- |
| 1.   | Hill        | Berger      | Coulthard   | Coulthard   | Coulthard   | Coulthard   | Schumacher  | Hill        | 1.   |
| 2.   | Coulthard   | Alesi       | Schumacher  | Hill        | Hill        | Hill        | Alesi       | Coulthard   | 2.   |
| 3.   | Schumacher  | Häkkinen    | Berger      | Schumacher  | Schumacher  | Schumacher  | Häkkinen    | Schumacher  | 3.   |
| 4.   | Berger      | Herbert     | Hill        | Berger      | Berger      | Alesi       | Hill        | Berger      | 4.   |
| 5.   | Häkkinen    | Coulthard   | Alesi       | Frentzen    | Irvine      | Berger      | Berger      | Alesi       | 5.   |
| 6.   | Alesi       | Blundell    | Barrichello | Herbert     | Alesi       | Irvine      | Coulthard   | Frentzen    | 6.   |
| 7.   | Irvine      | Irvine      | Häkkinen    | Alesi       | Herbert     | Herbert     | Irvine      | Barrichello | 7.   |
| 8.   | Brundle     | Hill        | Herbert     | Barrichello | Frentzen    | Frentzen    | Frentzen    | Herbert     | 8.   |
| 9.   | Herbert     | Panis       | Blundell    | Brundle     | Häkkinen    | Panis       | Herbert     | Irvine      | 9.   |
| 10.  | Panis       | Frentzen    | Frentzen    | Irvine      | Blundell    | Blundell    | Barrichello | Blundell    | 10.  |
| 11.  | Frentzen    | Salo        | Brundle     | Panis       | Barrichello | Barrichello | Panis       | Brundle     | 11.  |
| 12.  | Badoer      | Barrichello | Irvine      | Blundell    | Brundle     | Magnussen   | Salo        | Panis       | 12.  |
| 13.  | Blundell    | Brundle     | Panis       | Häkkinen    | Boullion    | Suzuki      | Suzuki      | Morbidelli  | 13.  |
| 14.  | Barrichello | Boullion    | Boullion    | Boullion    | Panis       | Lamy        | Katayama    | Salo        | 14.  |
| 15.  | Lamy        | Katayama    | Papis       | Salo        | Salo        | Boullion    | Morbidelli  | Badoer      | 15.  |
| 16.  | Salo        | Schumacher  | Salo        | Katayama    | Lamy        | Badoer      | Wendlinger  | Katayama    | 16.  |
| 17.  | Katayama    | Lamy        | Katayama    | Lamy        | Papis       | Katayama    | Lamy        | Lamy        | 17.  |
| 18.  | Inoue       | Inoue       | Badoer      | Badoer      | Badoer      | Salo        | Badoer      | Wendlinger  | 18.  |
| 19.  | Boullion    | Badoer      | Lamy        | Inoue       | Tarquini    | Morbidelli  | Inoue       | Inoue       | 19.  |
| 20.  | Papis       | Papis       | Inoue       | Papis       | Montermini  | Inoue       | Montermini  | Moreno      | 20.  |
| 21.  | Moreno      | Montermini  | Montermini  | Montermini  | Inoue       | Diniz       | Diniz       | Diniz       | 21.  |
| 22.  | Montermini  | Moreno      | Moreno      | Diniz       | Diniz       | Moreno      | Moreno      | Montermini  | 22.  |
| 23.  | Diniz       | Lavaggi     | Diniz       | Moreno      | Moreno      | Montermini  | Gachot      | Gachot      | 23.  |
| 24.  | Lavaggi     | Diniz       | Lavaggi     | Deletraz    | Deletraz    | Gachot      | Blundell    | Häkkinen    | 24.  |

## Statistike
| Vozač                 | Postolja  | Postolja  | Postolja  | Prvo startno mjesto | Najbrži krug | Krugovi u vodstvu |
| Vozač                 | 1. mjesto | 2. mjesto | 3. mjesto | Prvo startno mjesto | Najbrži krug | Krugovi u vodstvu |
| --------------------- | --------- | --------- | --------- | ------------------- | ------------ | ----------------- |
| Michael Schumacher    | 9         | 1         | 1         | 4                   | 8            | 454               |
| Damon Hill            | 4         | 3         | 2         | 7                   | 4            | 336               |
| Johnny Herbert        | 2         | 1         | 1         | -                   | 2            | 27                |
| David Coulthard       | 1         | 4         | 3         | 5                   | 2            | 191               |
| Jean Alesi            | 1         | 4         | -         | -                   | 1            | 91                |
| Mika Häkkinen         | -         | 2         | -         | -                   | -            | 2                 |
| Rubens Barrichello    | -         | 1         | -         | -                   | -            | 1                 |
| Olivier Panis         | -         | 1         | -         | -                   | -            | -                 |
| Gerhard Berger        | -         | -         | 6         | 1                   | -            | 22                |
| Eddie Irvine          | -         | -         | 1         | -                   | -            | -                 |
| Martin Brundle        | -         | -         | 1         | -                   | -            | -                 |
| Heinz-Harald Frentzen | -         | -         | 1         | -                   | -            | -                 |
| Gianni Morbidelli     | -         | -         | 1         | -                   | -            | -                 |

| Konstruktor        | Postolja  | Postolja  | Postolja  | Prvo startno mjesto | Najbrži krug | Krugovi u vodstvu |
| Konstruktor        | 1. mjesto | 2. mjesto | 3. mjesto | Prvo startno mjesto | Najbrži krug | Krugovi u vodstvu |
| ------------------ | --------- | --------- | --------- | ------------------- | ------------ | ----------------- |
| Benetton-Renault   | 11        | 2         | 2         | 4                   | 10           | 481               |
| Williams-Renault   | 5         | 7         | 5         | 12                  | 6            | 527               |
| Ferrari            | 1         | 4         | 6         | 1                   | 1            | 113               |
| McLaren-Mercedes   | -         | 2         | -         | -                   | -            | 2                 |
| Jordan-Peugeot     | -         | 1         | 1         | -                   | -            | 1                 |
| Ligier-Mugen-Honda | -         | 1         | 1         | -                   | -            | -                 |
| Sauber-Ford        | -         | -         | 1         | -                   | -            | -                 |
| Footwork-Hart      | -         | -         | 1         | -                   | -            | -                 |

### Vodeći vozač i konstruktor u prvenstvu
U rubrici bodovi, prikazana je bodovna prednost vodećeg vozača / konstruktora ispred drugoplasiranog, dok je žutom bojom označena utrka na kojoj je vozač / konstruktor osvojio naslov prvaka.
| Utrka               | Vozač              | Bodovi |
| ------------------- | ------------------ | ------ |
| VN Brazila          | Michael Schumacher | 4      |
| VN Argentine        | Michael Schumacher | 4      |
| VN San Marina       | Damon Hill         | 6      |
| VN Španjolske       | Michael Schumacher | 1      |
| VN Monaka           | Michael Schumacher | 5      |
| VN Kanade           | Michael Schumacher | 7      |
| VN Francuske        | Michael Schumacher | 11     |
| VN Velike Britanije | Michael Schumacher | 11     |
| VN Njemačke         | Michael Schumacher | 21     |
| VN Mađarske         | Michael Schumacher | 11     |
| VN Belgije          | Michael Schumacher | 25     |
| VN Italije          | Michael Schumacher | 25     |
| VN Portugala        | Michael Schumacher | 17     |
| VN Europe           | Michael Schumacher | 27     |
| VN Pacifika         | Michael Schumacher | 33     |
| VN Japana           | Michael Schumacher | 43     |
| VN Australije       | Michael Schumacher | 33     |

| Utrka               | Konstruktor      | Bodovi |
| ------------------- | ---------------- | ------ |
| VN Brazila          | Ferrari          | 2      |
| VN Argentine        | Ferrari          | 3      |
| VN San Marina       | Williams-Renault | 0      |
| VN Španjolske       | Ferrari          | 1      |
| VN Monaka           | Benetton-Renault | 4      |
| VN Kanade           | Ferrari          | 3      |
| VN Francuske        | Benetton-Renault | 5      |
| VN Velike Britanije | Benetton-Renault | 9      |
| VN Njemačke         | Benetton-Renault | 18     |
| VN Mađarske         | Benetton-Renault | 6      |
| VN Belgije          | Benetton-Renault | 10     |
| VN Italije          | Benetton-Renault | 20     |
| VN Portugala        | Benetton-Renault | 12     |
| VN Europe           | Benetton-Renault | 20     |
| VN Pacifika         | Benetton-Renault | 21     |
| VN Japana           | Benetton-Renault | 35     |
| VN Australije       | Benetton-Renault | 25     |

## Vanjske poveznice
Formula 1 1995. - Stats F1